# Moldaviens socialdemokratiska allians
Moldaviens socialdemokratiska allians, Alianţei Social-Democrate din Moldova (ASDM) var ett politiskt parti i Moldavien, bildat 1997 under namnet Socialdemokratiska partiet "Furnica".
Till partiet anslöt sig två socialpolitiska rörelser "Medborgaralliansen för reformer" (2001) och "Plai Natal" (2002).
Partiledare var Dumitru Braghiș.
2003 gick ASDM ihop med tre andra partier och bildade alliansen Vårt Moldavien.